# 法尔日昂塞普泰讷
法尔日昂塞普泰讷（法語：Farges-en-Septaine，法語發音：[faʁʒ ɑ̃ sɛptɛn]）是法国谢尔省的一个市镇，属于布尔日区。

## 地理
法尔日昂塞普泰讷（47°4'24"N, 2°39'0"E）面积24.48 平方千米，位于法国中央-卢瓦尔河谷大区谢尔省，该省份为法国中部省份，北起卢瓦雷省，西接卢瓦-谢尔省和安德尔省，南至克勒兹省，东南接阿列省，东临涅夫勒省。
与法尔日昂塞普泰讷接壤的市镇（或旧市镇、城区）包括：阿沃尔、布雷西、诺昂昂古、萨维尼昂塞普泰讷、维拉邦、博日。
法尔日昂塞普泰讷的时区为UTC+01:00、UTC+02:00（夏令时）。

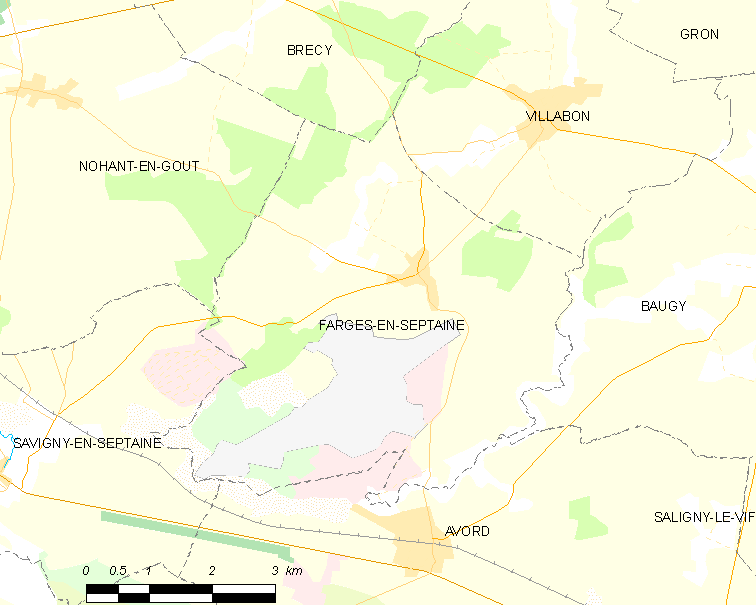
法尔日昂塞普泰讷的OSM定位图

## 行政
法尔日昂塞普泰讷的邮政编码为18800，INSEE市镇编码为18092。

## 政治
法尔日昂塞普泰讷所属的省级选区为阿沃尔县。

## 人口

1962-2008年间法尔日昂塞普泰讷人口变化图示

法尔日昂塞普泰讷于2022年1月1日时的人口数量为1014人。